# Michael Schütz (Fußballspieler, 1990)
Michael Schütz (* 11. März 1990 in Wien) ist ein österreichischer Fußballspieler auf der Position eines Verteidigers, der ein Match mit dem SKN St. Pölten in der Ersten Liga bestritt. 

## Karriere
Der gebürtige Wiener begann im Alter von acht Jahren seine Karriere beim SC Mautern in Niederösterreich. Er blieb dort, bis er 14 war und wechselte anschließend nach St. Pölten zur dort ansässigen Akademie. Er durchlief alle Jugendmannschaften und debütierte am 18. August 2009 in der zweiten Mannschaft des SKN St. Pölten. Seine Leistungen in der Landesliga Niederösterreich waren beeindruckend, sodass er im Spiel gegen den FC Dornbirn 1913 für die Profis des SKN in der zweiten Liga debütierte. Er wurde in der 90. Minute für Vait Ismaili eingewechselt. Nach diesem Match wurde er kein einziges Mal mehr in der ersten Mannschaft eingesetzt. Nach drei Jahren in der Landeshauptstadt Niederösterreichs wechselte Schütz zum Kremser SC. Dort konnte überzeugen und war für die vier Jahre immer gesetzt. Im Sommer wechselte er von der Landesliga zum Gebietsliga West-Verein SC Hainfeld, wo unter anderem seine ehemaligen Krems-Mitspieler Christian Zwirner und Daniel Bayer unter Vertrag sind. Dort blieb er ein halbes Jahr, wo er zwölf Spiele absolvierte. Danach schlug es ihn wieder Richtung Landesliga und er wechselte für ein halbes Jahr zum SV Langenrohr. 

## Erfolge
- 1 × Meister 2. Landesliga Niederösterreich West: 2014
- 1 × Meister ÖFB Jugendliga U-19: 2009